# Uruguaiana
Uruguaiana, amtlich portugiesisch Município de Uruguaiana, ist eine Großstadt und politische Gemeinde im äußersten Westen des  brasilianischen Bundesstaates Rio Grande do Sul. Sie liegt am Rio Uruguai, der dort die Staatsgrenze zu Argentinien markiert. Die argentinische Stadt Paso de los Libres wird über die Puente Internacional Agustín P. Justo - Getúlio Vargas verbunden. Der Südteil der Gemeinde ist Grenze zu Uruguay. Die Entfernung zur Hauptstadt Porto Alegre beträgt 649 km.
Die Bevölkerungszahl wurde zum 1. Juli 2021 auf 126.766 Einwohner geschätzt, die auf einer großen Gemeindefläche von rund 5702,1 km² leben und Uruguaianenser genannt werden. Sie konzentrieren sich zu 93 % auf das urbane Gebiet. Die Fläche entspräche vergleichbar dem 2,5-Fachen des Saarlandes, die Bevölkerungsdichte liegt bei 22 Personen pro km². Sie steht an 14. Stelle der 497 Munizips des Bundesstaates.

## Geographie
Umliegende Gemeinden sind Alegrete, Barra do Quaraí, Itaqui, Quaraí, Artigas in Uruguay, Paso de los Libres und Yapeyú in Argentinien.
Die Stadt hat tropisches gemäßigtes Klima, Cfa nach der Klimaklassifikation nach Köppen und Geiger. Die Durchschnittstemperatur ist 20,1 °C. Die durchschnittliche Niederschlagsmenge liegt bei 1.627 mm im Jahr.

## Geschichte
Es ist die einzige Stadt, die von den Farrapen der Farrapen-Revolution in der Provinz São Pedro do Rio Grande do Sul, die zu der Zeit nur aus 14 Munizips bestand, gegründet wurde. 1840 wurde das damalige Dorf von einer Flutkatastrophe zerstört, aber 1843 wieder aufgebaut. Dieses Jahr ist auch im Stadtwappen vermerkt. Der Ort spielte im Tripel-Allianz-Krieg eine bedeutende Rolle, die Belagerung von Uruguaiana von 1865 ist in die Geschichte eingegangen.
Am 24. April 1847 konnte erstmals eine Zusammenkunft von Ortsräten stattfinden. Am 6. April 1874 erhielt der Ort durch Provinzgesetz Nr. 898 den Status einer sich selbstverwaltenden Cidade. Seit 1997 ist sie in die fünf Distrikte Uruguaiana, João Arregui, Plano Alto, São Marcos und Vertentes aufgegliedert.

## Kommunalpolitik
Bei der Kommunalwahl 2016 wurde Ronnie Peterson Colpo Mello von den Progressistas (PP) für die Amtszeit von 2017 bis 2020 zum Stadtpräfekten (Bürgermeister) gewählt. Mello wurde bei der Kommunalwahl 2020 für die Amtszeit von 2021 bis 2024 mit 40.409 oder 72,68 % der gültigen Stimmen wiedergewählt.

## Energie
Seit 1987 befindet sich in Uruguaina eine HGÜ-Kurzkupplung mit einer Übertragungsleistung von 53,9 Megawatt zum Energieaustausch mit Uruguay. Diese mit einer Gleichspannung von 17,9 kV betriebene Anlage wurde von Toshiba gebaut.

## Söhne und Töchter der Stadt
- Guilherme von Linde (1870–nach 1945), schwedisch-brasilianischer Geschäftsmann
- Eurico Lara (1897–1935), Fußballspieler
- Vasco Prado (1914–1998), Bildhauer
- Francisco Aramburu (1922–1997), Fußballspieler
- Antonio Cachapuz de Medeiros (1952–2016), Jurist, 2016 Richter am Internationalen Seegerichtshof
- Federico Gino (* 1993), uruguayischer Fußballspieler